# Ixora malayana
Ixora malayana är en måreväxtart som beskrevs av Cornelis Eliza Bertus Bremekamp. Ixora malayana ingår i släktet Ixora och familjen måreväxter. Inga underarter finns listade i Catalogue of Life.